# Elisabetta Tassinari
Elisabetta Tassinari (Cento, 28 gennaio 1994) è una cestista italiana.

## Carriera

### Nei club
Cresciuta nel Basket Cavezzo, disputa due campionati di Serie B nel 2010-11 e 2011-12.
Passa alla Libertas Bologna in Serie A2 nel 2012, capitano della squadra felsinea nel 2013.
Con l'auto retrocessione della squadra, nel 2015 viene ingaggiata dal Progresso Bologna in A2. Raggiunge due finali di Coppa Italia di categoria, nel 2017 e nel 2018, e ottiene due promozioni in Serie A1.
Dal 2019 fa parte della neo costituita Virtus Bologna, dove esordisce in Serie A1 il 6 ottobre nell'opening day di Chianciano Terme contro Broni.
Terminata l'esperienza di Bologna, nel 2022 resta in Serie A1 a San Giovanni Valdarno, quindi nel 2023 a Brescia e da dicembre 2024 a Battipaglia.

### In Nazionale
Ha fatto parte di diverse rappresentative giovanili, dall'under-14 all'Italia under 20.

## Palmarès
- Campionato italiano di Serie A2: 2
Progresso Bologna: 2016-17, 2018-19